# Veľké Chyndice
Veľké Chyndice (do roku 1948 Veľké Hyndice; (maďarsky Nagyhind nebo Alsóhind) jsou obec na Slovensku v okrese Nitra. Nachází se ve východní části pohoří Žitavská pahorkatina, v povodí řeky Žitavy.

## Historie
Veľké Chyndice jsou poprvé písemně zmíněny v roce 1234 jako Hymd; v té době je obývali královští rybáři a dvorní služebníci. V roce 1287 obec patřila k panství hradu Gýmeš, v 18. století patřila rodu Paluskay a Koller, v 19. století byla součástí panství Veľká Maňa. V roce 1576 obsadili Veľké Chyndice Turci. V roce 1720 zde byly vinice a 20 domácností, v roce 1787 měla obec 33 domů a 235 obyvatel, v roce 1828 zde bylo 45 domů a 317 obyvatel, kteří byli zaměstnáni jako rolníci.
V letech 1938 až 1945 se obec na základě první vídeňské arbitráže stala součástí Maďarska. V letech 1976 až 1992 byly Veľké Chyndice (spolu s Malými Chyndicemi) součástí jednotné obce Chyndice.
Při sčítání lidu v roce 2011 v obci žilo celkem 304 obyvatel; z toho 53 obyvatel maďarské národnosti.

## Pamětihodnosti
- národní kulturní památka, původně románský kostel Narození Panny Marie z prvé třetiny 13. století, v 18. století přestavěný v barokním stylu.[3]